# Henry Becque
Henry François Becque (Parigi, 28 aprile 1837 – Parigi, 12 maggio 1899) è stato un drammaturgo francese.
Anche se la sua produzione fu esigua, poco nota e contraddittoria, il teatro becqueriano rappresentò una svolta all'interno della tradizione ottocentesca.

## Biografia
Nacque in un'umile famiglia che non gli consentì di effettuare studi estesi.
Da giovane si arrangiò e si mantenne con lavoretti precari.
La sua passione per il teatro si manifestò, un po' tardivamente, all'età di trent'anni, quando, nel 1867, scrisse il libretto di un'opera intitolata Sardanapalo, ad  imitazione di Lord Byron, musicata da Victorien Joncière.
Lo stesso anno, grazie alla collaborazione e all'aiuto dell'amico Victorien Sardou, mise in scena L'enfant prodigue ("Il figliol prodigo"), costituito da un copione brillante sulla falsariga dei vaudeville di moda all'epoca, che ottenne un buon riscontro di pubblico.
Ma la sua prima opera importante, Michel Pauper, fatta rappresentare a sue spese, apparve nel 1870. L'importanza di questo cupo dramma fu compresa per la prima volta quando fu riproposto all'Odéon nel 1886, in quanto manifestava un maggiore interesse dell'autore verso le istanze sociali e politiche.
La prima parte della sua carriera si concluse, con il "fiasco" della commedia L'enlevement ("Il ratto"), basata sul tema del divorzio.
Les corbeaux ("I corvi", 1882) affermò la posizione di Becque come innovatore, anche se dovette attendere ben cinque anni prima di essere accettata dai canali teatrali ufficiali, in questo caso la ribalta della Comédie-Française.
Nel 1885 egli produsse il suo testo teatrale che ebbe maggiormente successo e che sollevò un enorme scandalo: La Parisienne ("La parigina"). Il tema dominante dell'opera è la ricerca della protagonista di un equilibrio fra le esigenze etiche-morali-sociali della vita matrimoniale e le trasgressioni fantasiose dell'adulterio.
Becque produsse poco negli ultimi anni della sua vita, ma i suoi discepoli portarono avanti la tradizione che egli aveva creato. Morì nel maggio 1899.
Il pensiero artistico di Becque si distinse sia dal naturalismo di Émile Zola sia dall'idealismo romantico di Alexandre Dumas figlio. Secondo la concezione di Becque la verità del reale è già, intrinsecamente, produzione lirica, quindi è sufficiente fissarla, come una fotografia, sulla pagina di un libro. In pratica l'autore propugnò un classico e innovativo verismo.

## Opere principali
Le sue altre opere includono Querelles littéraires (1890) e Souvenirs d'un auteur dramatique (1895), che consistono principalmente di articoli ristampati nei quali egli non risparmia i suoi avversari. Il suo Théâtre complet (3 volumi, 1899) comprende L'Enfant prodigue (Teatro Vaudeville, 6 novembre 1868); Michel Pauper (Théâtre de la Porte-Saint-Martin, 17 giugno 1870); L'Enlivement (Vaudeville, 18 novembre 1871); La Navette (Gymnase, 15 novembre 1878); Les Honnêtes Femmes (Gymnase, 1º gennaio 1880); Les Corbeaux (Comédie-Française, 14 settembre 1882) e La Parisienne (Théâtre de la Renaissance, 7 febbraio 1885).